# Leonardo da Vinci's robot

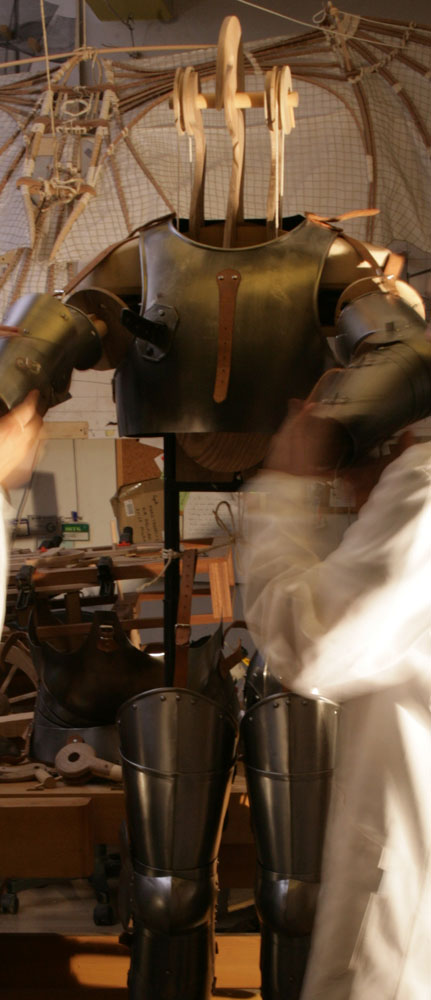
Een moderne reconstructie van de robot van Leonardo da Vinci in de Leonardo3-laboratoria, in 2007

Leonardo's robot, of Leonardo's mechanische ridder (Italiaans : Automa cavaliere, lit. "Automatonridder"), was een mensachtige automaton ontworpen en mogelijk gebouwd door Leonardo da Vinci rond het jaar 1495.

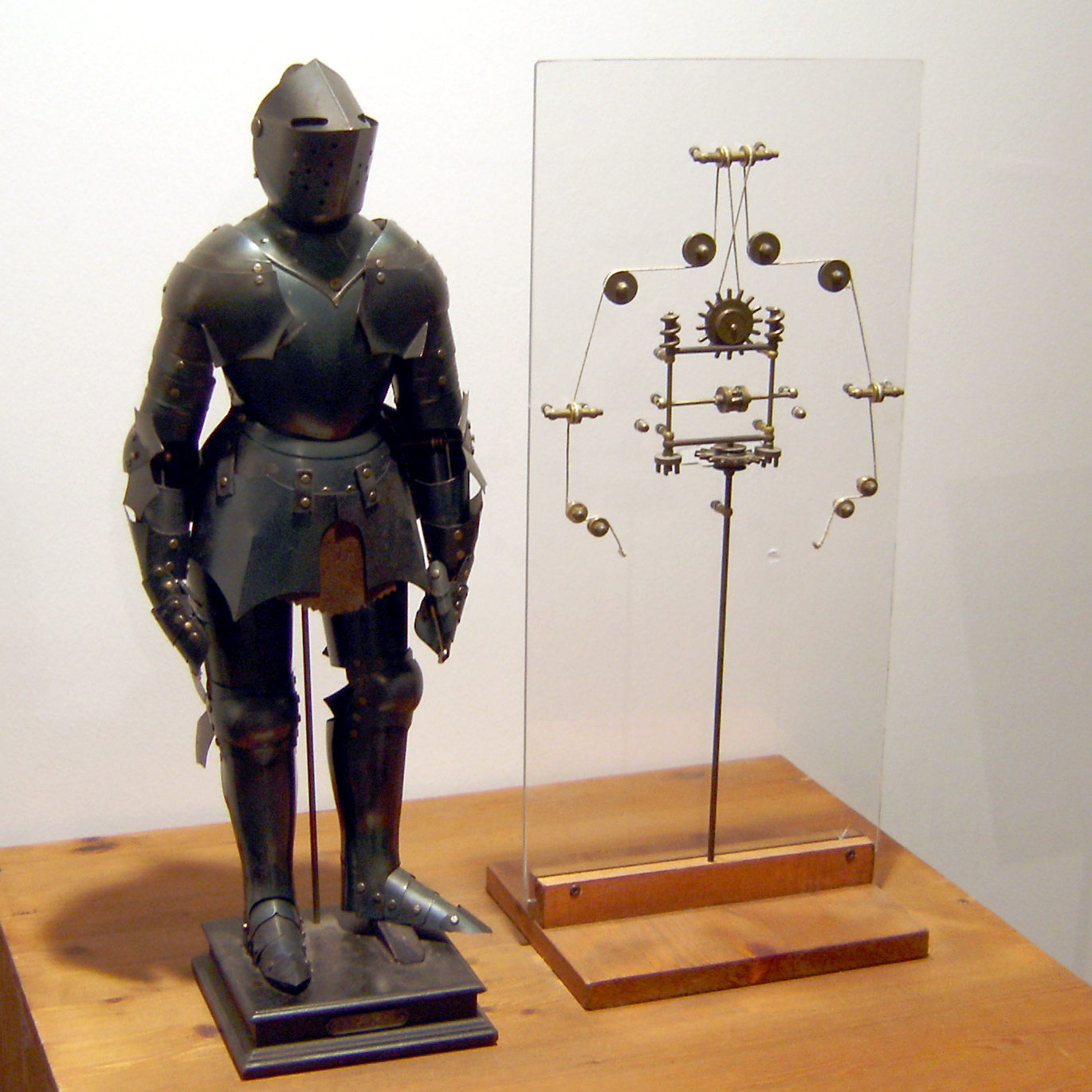
Model van Leonardo's robot met innerlijke werking, tentoongesteld in Berlijn

De ontwerpnotities voor de robot verschijnen in schetsboeken die in de jaren vijftig werden herontdekt. Leonardo zou de machine hebben tentoongesteld tijdens een feest georganiseerd door Ludovico Sforza aan het hof van Milaan in 1495. De robotridder kon staan, zitten, zijn vizier optillen en zelfstandig zijn armen manoeuvreren, en had een anatomisch correcte kaak. Het hele robotsysteem werd bediend door een reeks katrollen en kabels. Sinds de ontdekking van het schetsboek is de robot getrouw nagebouwd op basis van het ontwerp van Leonardo en volledig functioneel gebleken.
De robot wordt beschreven als gekleed in een Duits-Italiaans middeleeuws pantser en kan verschillende mensachtige bewegingen maken. Het is gedeeltelijk het resultaat van Leonardo's anatomisch onderzoek in de Canon van Proporties zoals beschreven in de Vitruviusman.
De doop van Christus · De annunciatie · Madonna met de anjer · Portret van Ginevra de' Benci · Madonna Benois · De boetvaardige Hiëronymus · De aanbidding door de wijzen · Madonna in de grot · De dame met de hermelijn · Portret van een dame (La Belle Ferronnière) · Het Laatste Avondmaal · Karton van Burlington House · Slag bij Anghiari · Mona Lisa · Maria met kind en Sint-Anna · Johannes de Doper